# 翅龙属
翅龙（学名：Melkamter，意为“有翅膀的蜥蜴”）是单窗孔类翼龙的一个已灭绝属，发现于阿根廷早侏罗世沥青谷组。属下包括单一物种破碎翅龙（M. pateko），所知于部分颅骨及破碎的颅后骨骼。翅龙代表化石记录中已知最古老的单窗孔类翼龙。

## 发现与命名
翅龙正模标本MPEF-PV 11530是在阿根廷丘布特省神鹰山（Cerro Cóndor）村附近的沥青谷组（奎索莱拉多地）沉积中发现。此标本由保存在阴模和阳模上的部分颅骨、两颗牙齿、四节背椎、一个翼掌骨及其它未鉴别的骨骼碎片组成。
正式描述前，该化石材料曾在2024年的一场学术研讨会上被报道。
2024年，费尔南德斯、波尔与劳赫将该化石遗骸为描述为早期单窗孔类翼龙新属新种破碎翅龙（Melkamter pateko）。属名Melkamter取自特维尔切语词汇mel（翅膀）及kamter（大蜥蜴），这里指翼龙目（Pterosauria，希腊语中意为“有翅膀的蜥蜴”）演化支的词源。种名pateko组合特维尔切语词汇pate（碾碎的）及ko（骨头），既暗指模式产地奎索莱拉多（Queso Rallado，意为“磨碎的奶酪”）又形容正模标本破碎的保存状况。
翅龙是南美第五种被命名的侏罗纪翼龙，前四种分别为1975年命名的赫伯斯翼龙、2013年命名的天翼龙、2016年命名的古脑翼龙（与本属共存）及2021年命名的塔夸翼龙。

## 描述

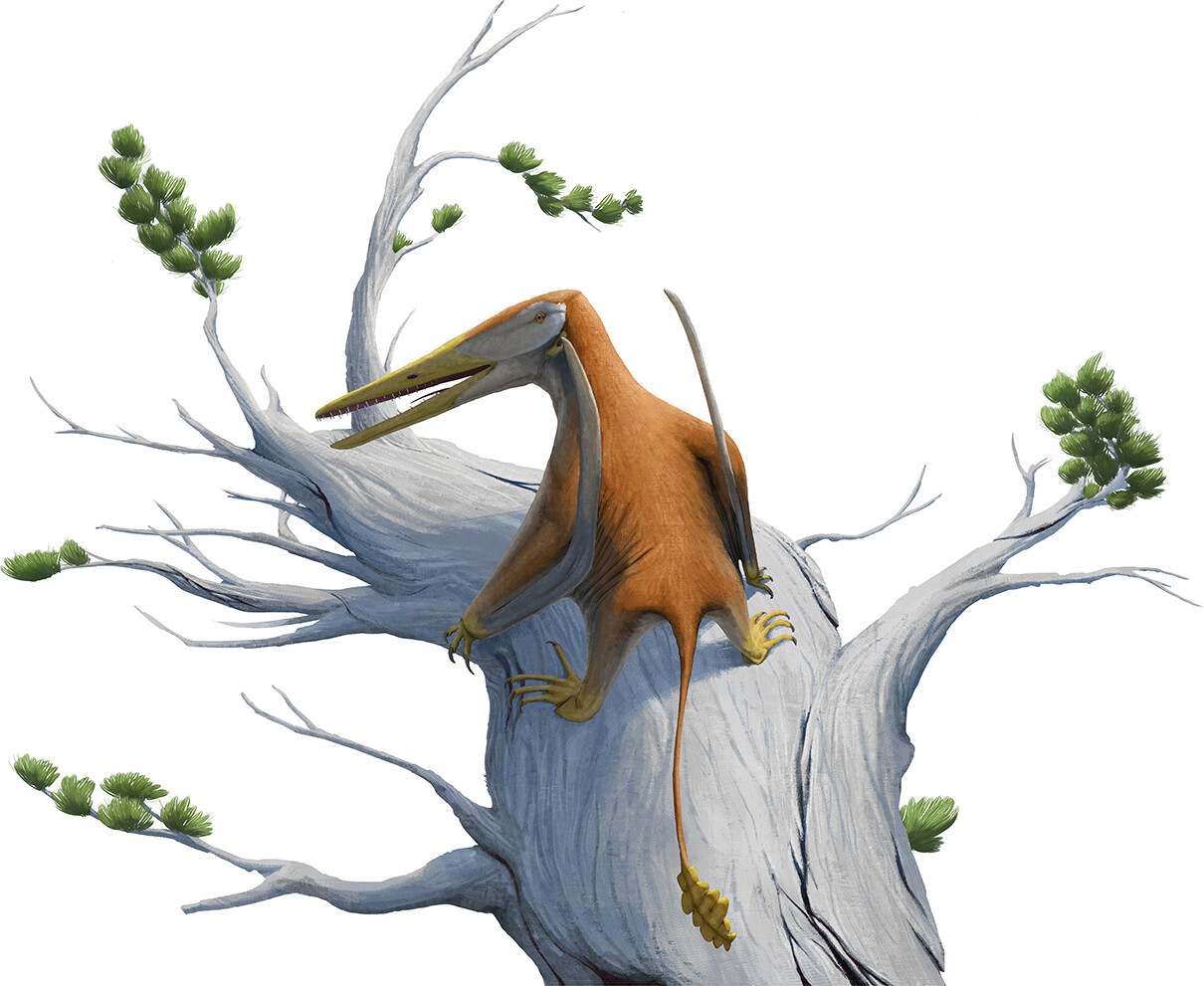
推测的复原图

翅龙颅骨保存长度131.3（5.17英寸）。